# Eleição para mesa diretora da Câmara dos Deputados do Brasil em 2025
A eleição para a Presidência da Câmara dos Deputados do Brasil ocorreu em 1º de fevereiro de 2025, durante o dia de abertura da 3.ª Sessão da 57.ª Legislatura do Congresso Nacional. Ela resultou na eleição do Presidente da Câmara dos Deputados, de dois vice-presidentes, dos cargos de 1.º, 2.º, 3.º e 4.º Secretários da Mesa Diretora e de seus respectivos suplentes.  Os vencedores deterão mandato bienal (2025–2027), impossibilitada a reeleição durante a mesma Legislatura, conforme estabelecido no Art. 5.º do Regimento Interno da Câmara dos Deputados.
O atual presidente, Arthur Lira, não concorreu a um terceiro mandato, visto que foi reeleito em 2023, ao ser apoiado por um único bloco parlamentar reunindo 20 partidos, incluindo duas federações. Ele obteve a maior votação absoluta de um candidato à Presidência da Câmara, considerados os registros dos últimos 50 anos.
A eleição foi realizada por escrutínio secreto e votação eletrônica, exigindo-se maioria absoluta de votos, no primeiro escrutínio, e maioria simples, no segundo escrutínio, com a maioria absoluta dos Deputados presentes, conforme estabelece o artigo 7.º do Estatuto da Câmara. O Presidente da Câmara é também o segundo na linha de sucessão presidencial brasileira.
Hugo Motta (Republicanos/PB) foi eleito para seu primeiro mandato como presidente da Câmara dos Deputados, sendo o presidente mais jovem da história da Câmara, ao obter 444 votos.

## Candidaturas
Desde o início, algumas candidaturas foram anunciadas, mas nem todas seguiram até o dia da votação.
Nota: a tabela a seguir está organizada por ordem alfabética de candidatos.
| Candidato              | Candidato | Partido/ Estado | Partido/ Estado        | Bloco de apoio | Parlamentares | Ref.                           |
| ---------------------- | --------- | --------------- | ---------------------- | --- | ------------- | ------------------------------ |
| Hugo Motta             |           |                 | Republicanos Paraíba   | Federação Brasil da Esperança (PT, PCdoB e PV), Federação PSDB Cidadania (PSDB e Cidadania), REDE, MDB, PDT, PL, PODE, PP, PRD, PSB, PSD, Republicanos, Solidariedade e UNIÃO. | 489           | [ 6 ] [ 7 ] [ 8 ] [ 9 ] [ 10 ] |
| Pastor Henrique Vieira |           |                 | PSOL Rio de Janeiro    | PSOL. | 13            | [ 11 ]                         |
| Marcel van Hattem      |           |                 | NOVO Rio Grande do Sul | NOVO. | 4             | [ 12 ]                         |

### Desistências
- Antonio Brito (PSD/BA) – está em seu quarto mandato, desistiu da candidatura em 13 de novembro de 2024, optando por apoiar o candidato Hugo Motta.[9]
- Elmar Nascimento (União/BA) – está em seu terceiro mandato, desistiu da candidatura em 13 de novembro de 2024, optando por apoiar o candidato Hugo Motta.[10]
- Marcos Pereira (Republicanos/SP) — 1.º vice-presidente da Câmara dos Deputados entre 2019 e 2021 e desde 2023, seu segundo mandato no cargo. Desistiu da candidatura em 4 de setembro de 2024, optando por apoiar o candidato Hugo Motta.[13]
- Isnaldo Bulhões (MDB/AL) — está em seu segundo mandato. Não anunciou a desistência formal, mas optou por seguir a orientação partidária e apoiar o candidato Hugo Motta.[14]

## Resultados

### Presidente
Hugo Motta (Republicanos/PB) foi eleito com 444 votos, sendo o mais jovem a ocupar a presidência da Câmara na história, com 35 anos de idade.
| Candidato              | Partido       | UF                | Bloco | Número de Votos | %      |
| ---------------------- | ------------- | ----------------- | --- | --------------- | ------ |
| Hugo Motta             | Republicanos  | Paraíba           | Federação Brasil da Esperança (PT, PCdoB e PV), Federação PSDB Cidadania (PSDB e Cidadania), REDE, MDB, PDT, PL, PODE, PP, PRD, PSB, PSD, Republicanos, Solidariedade e UNIÃO | 444             | 86,55% |
| Marcel van Hattem      | NOVO          | Rio Grande do Sul | NOVO | 31              | 6,04%  |
| Pastor Henrique Vieira | PSOL          | Rio de Janeiro    | PSOL | 22              | 4,29%  |
| Votos brancos          | Votos brancos | Votos brancos     | Votos brancos | 2               | 0,39%  |
| Abstenções             | Abstenções    | Abstenções        | Abstenções | 14              | 2,73%  |